# Phorocera chilensis
Phorocera chilensis là một loài ruồi trong họ Tachinidae.